# Platynus rubrum
Platynus rubrum är en skalbaggsart som beskrevs av Barr. Platynus rubrum ingår i släktet Platynus och familjen jordlöpare. Inga underarter finns listade i Catalogue of Life.